# Yamaha DX7

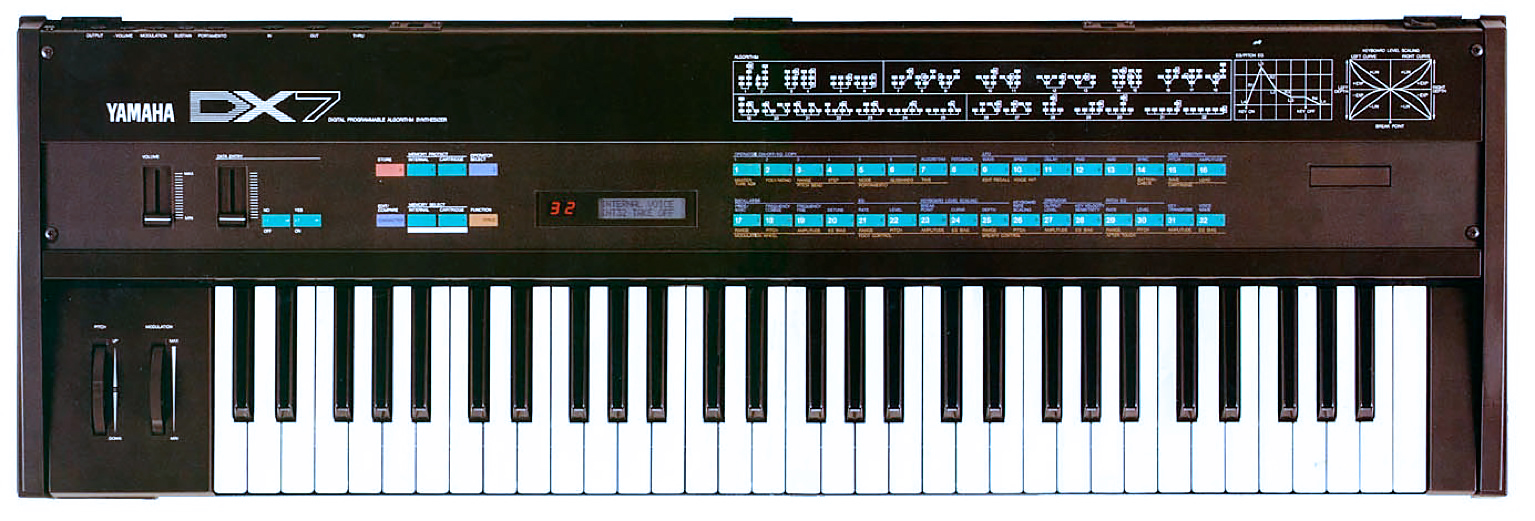

Yamaha DX7 foi um sintetizador produzido pela Yamaha entre os anos de 1983 a 1989. Foi o primeiro sintetizador digital bem sucedido no mercado, e um dos mais vendidos, tendo vendido cerca de 200 mil unidades.
Teve um impacto tão grande quando foi lançado que algumas bandas colocavam no encarte de seus álbuns que o haviam utilizado, como em Scoundrel Days no a-ha e The Joshua Tree do U2. 
Foi extensivamente utilizado por bandas como Erasure, Depeche Mode, New Order e demais artistas Synth-pop. Alguns críticos viram esse uso como excessivo, com alguns sucessos destas bandas sendo sonoramente muito parecidos, como é o caso de Bizarre Love Triangle do New Order, ser muito semelhante a A Little Respect do Erasure que por sua vez, muito parecida com Strangelove do Depeche Mode.  
Alguns modelos permitem gravar um arquivo .mid (General MIDI) diretamente em um disquete de 3.5 polegadas, facilitando o intercâmbio com computadores da época. 